# Lago Tay (Escocia)
56°52′N 4°14′O / 56.867, -4.233
El lago Tay (en escocés Loch Tay; en gaélico Loch Tatha) es un lago (o loch en gaélico) de agua dulce que se encuentra ubicado en el council area de Perth y Kinross, en la región escocesa de las Tierras Altas escocesas, en el Reino Unido.
El lago posee una longitud total de 23 km (14 millas) para una anchura de entre 1,5 y 2,5 km. Su superficie sigue el trazado del valle en que se encuentra, siguiendo del sudoeste hacia el nordeste. Por la superficie que ocupa (26,39 km², es decir, 10,19 millas cuadradas), se trata del sexto lago de Escocia. Su profundidad máxima es de 150 m. En su orilla septentrional encontramos al Ben Lawers, la sexta cumbre por su altura de toda la isla de Gran Bretaña, y la cima más alta de las siete munros.
Las principales ciudades existentes en las proximidades del lago Tay son Killin, respecto del principio del lago, y Kenmore, en la desembocadura del Tay. Los ríos Dochart y Lochay vierten asimismo sus aguas al lago, como igualmente sucede con un buen número de ríos y torrentes de menor envergadura.

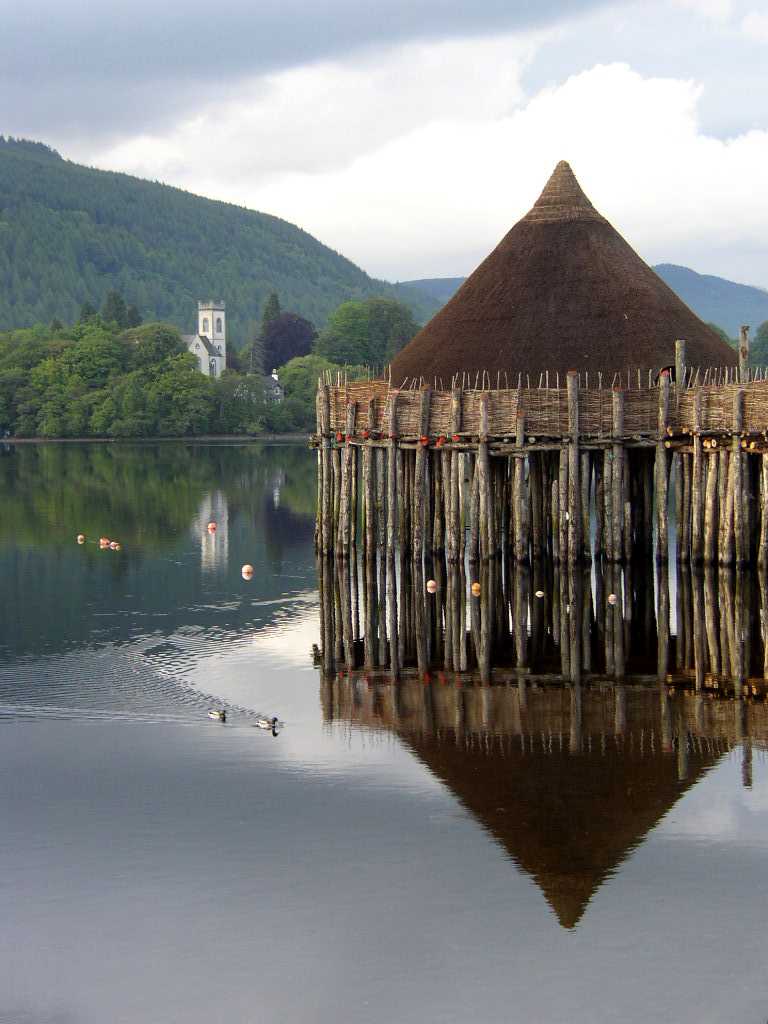
Vista de un crannog reconstruido en el lago Tay.

## Crannoges
Durante la Edad del Hierro, los habitantes de la región agrupaban sus viviendas en los llamados crannoges, una especie de islas artificiales que, debido a su aislamiento en el interior del lago, permitían una mejor defensa ante los posibles ataques de enemigos exteriores. En la actualidad, podemos contemplar un ejemplo de un crannog recreado en el Centro Escocés de Crannog (Scottish Crannog Centre).